# 't Eiland (Harelbeke)
't Eiland is een woonwijk in de stad Harelbeke ten zuiden van het stadscentrum. De wijk grenst in het noorden aan de spoorweg Kortrijk-Gent, in het westen aan de Arendswijk, in het zuiden aan provinciedomein De Gavers, en in het oosten aan de Collegewijk. 't Eiland is een typische volksbuurt.

## Naam

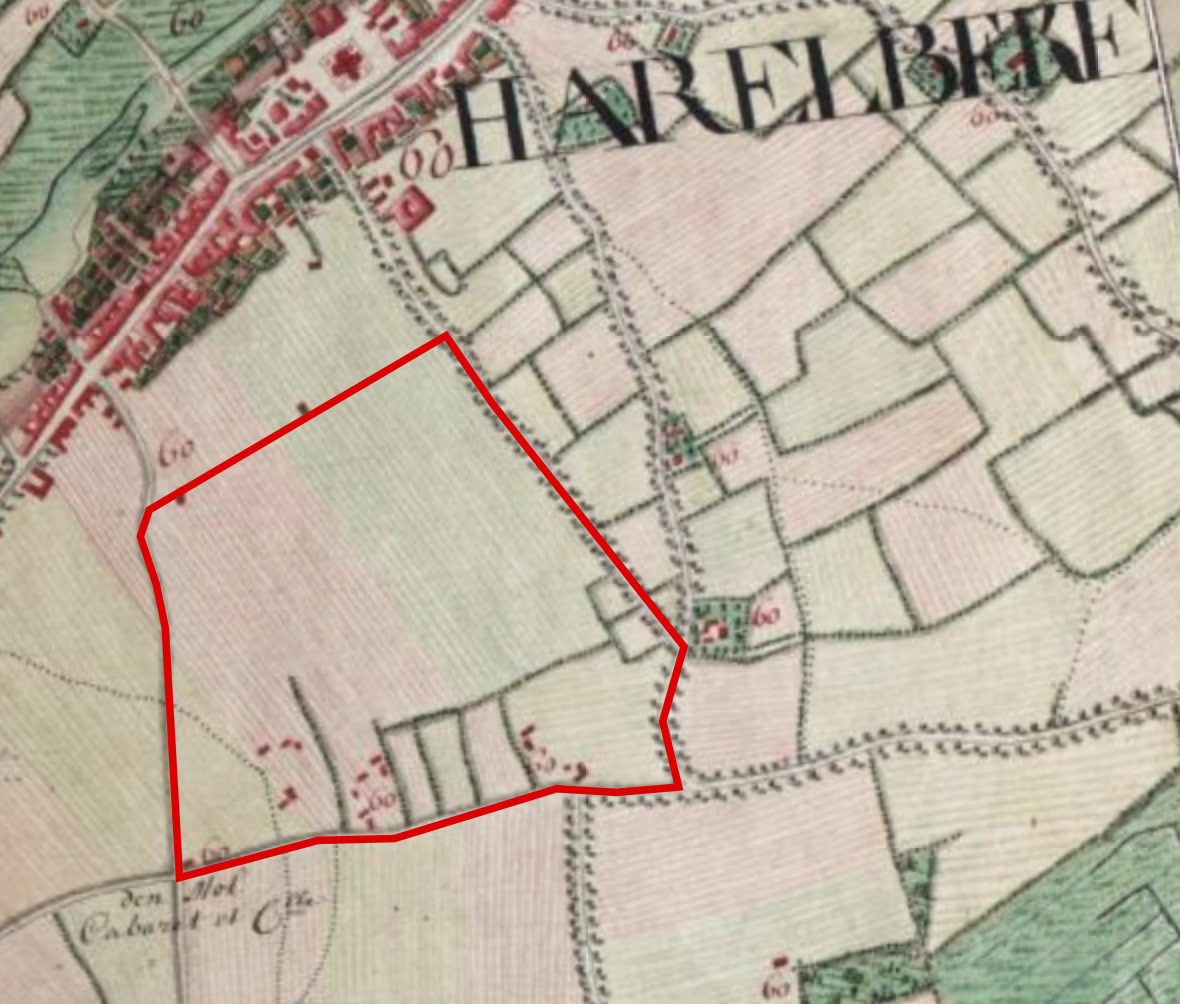
Het Eiland op de Ferrariskaart (1771-1777).

Een gangbare theorie is dat het land vernoemd is naar pater Heiland van de Sint-Salvatorskapittel die ooit een stuk land verhuurde. De wijk behoorde toen tot de Sint-Salvatorskapittel.

## Historie
Na de geleidelijke uitbreiding van de historische kern van Harelbeke met de wijken ‘t Ooste en Westwijk op het einde van de 19de eeuw, werd onder impuls van de Harelbeekse nijverheid een verdere aangroei aanzienlijk versneld. Het landelijk gebied rondom de stadskern werd in de jaren 1930-1940 aangesneden om de wijk 't Eiland op te bouwen. Door de sanering van de Oostwijk in 1934 en de daaropvolgende ontwijking trokken veel mensen naar de wijk 't Eiland.
Na de Tweede Wereldoorlog bouwde de sociale huisvestingsmaatschappij 'Mijn Huis' nog talrijke sociale woningen. Vooral veel arbeiders kwamen in deze wijk wonen, waardoor de wijk een socialistisch tint kreeg.

## Bezienswaardigheden
- Sint-Jozefskerk
- CC Het Spoor